# Куфр
Куфр (араб. كفر) — невіра: невизнання ісламу чи відступ від його норм. 
До розряду куфра відносяться серйозні проступки і злочини: багатобожжя (ширк), відмова від молитви, чаклунство, перелюб, самогубство, пияцтво, азартні ігри і т. д. Куфром вважається також те, коли вчений (улем), керуючись своїм авторитетом, схиблює вірян з істинного шляху.
 Серйозні розбіжності з приводу того, що саме вважати куфром виникли між різними релігійно-політичними течіями і догматично-правовими школами вже у перші століття існування ісламу. У другій половині VII ст. хариджити закликали вважати кожного мусульманина, що не долучився до їхнього руху, кафіром, тобто невіруючим.
 Відсутність у ісламі ортодоксії стало причиною того, що представники будь-якої школи або течії могли оголошувати своїх опонентів кафірами.
 Сьогодні категорія куфр широко використовується різними радикальними ісламськими угрупованнями щодо своїх ідеологічних опонентів.‎‎